# Hesperoclytus bozanoi
Hesperoclytus bozanoi är en skalbaggsart som beskrevs av Carlo Pesarini och Andrea Sabbadini 1997. Hesperoclytus bozanoi ingår i släktet Hesperoclytus och familjen långhorningar. Inga underarter finns listade i Catalogue of Life.